# Hammond (Automarke)
Hammond war eine britische Automobilmarke, die 1919–1920 von der Whitworth Engineering Co. Ltd. in Finchley (London) gebaut wurde.
Der Hammond sollte nach dem Ersten Weltkrieg eines der ersten Modelle für die Massenproduktion werden. Das Modell 11/22 hp besaß einen Vierzylinder-Reihenmotor mit 2.243 cm³ Hubraum, der 22 bhp (16,2 kW) leistete. Nach nur wenigen Exemplaren wurde die Fertigung 1920 wieder eingestellt, da der Wagen auf dem Markt nicht ankam.

## Quelle
- David Culshaw & Peter Horrobin: The Complete Catalogue of British Cars 1895–1975. Veloce Publishing plc. Dorchester (1997). ISBN 1-874105-93-6